# Кулюшевське сільське поселення
Кулю́шевське сільське поселення — муніципальне утворення в складі Каракулинського району Удмуртії, Росія. Адміністративний центр — село Кулюшево.

## Історія
Поселення утворилось шляхом адміністративної реформи 2005 року з Кулюшевської сільради, яка в свою чергу була виділена 1986 року зі складу Каракулинської сільради.
Голови поселення:
- 2005–2008 — Коренєва Ніна Василівна
- з 2008 — Биков Володимир Миколайович

## Населення
Населення становить 678 осіб (2019, 788 у 2010, 899 у 2002).

## Склад
В склад поселення входять такі населені пункти:
| Населений пункт      | Населення, осіб (2002) | Населення, осіб (2010) |
| -------------------- | ---------------------- | ---------------------- |
| Грем'ячево, присілок | 138                    | 103                    |
| Кулюшево, село       | 398                    | 324                    |
| Усть-Сакла, присілок | 363                    | 361                    |

## Господарство
Працює ТОВ «Прикам'є», яке займається виробництвом молока (1 тис. тонн при надої 4,2 тис. кг від корови), м'яса (1 голів) та зернових (38,8 тис. тонн за врожайності 16,3 ц, га). В поселенні діють середня та початкова школи, садочок, 2 бібліотеки, 3 клуби та 3 фельдшерсько-акушерських пункти.